# El ciclo de vida de los objetos de software
El ciclo de vida de los objetos de software (título original en inglés: The Lifecycle of Software Objects) es una novela corta del escritor estadounidense Ted Chiang originalmente publicado en 2010 por la editorial Subterranean Press. En español la obra fue incluida por la editorial Sportula como cierre de la antología Terra Nova: Antología de ciencia ficción contemporánea.

## Contexto
La obra es la primera novela corta de Chiang en ser publicada originalmente en formato de tapa dura. Tanto la primera edición como la edición comercial y su reimpresión se encuentran actualmente agotadas.
La edición de la novela corta editada por Subterranean Press incluye diez ilustraciones y cubierta realizada por el artista de Weta Workshop Christian Pearce. Cada uno de los diez capítulos de la obra es precedido por un mapa diseñado por Jacob McMurray.

## Argumento
"El ciclo de vida de los objetos de software" sigue la vida de Ana Alvarado durante un periodo de veinte años, mientras ella desarrolla una inteligencia artificial desde ser esencialmente una mascota digital hasta tener una mente equivalente a la humana.

## Premios
La obra ganó en 2011 tanto el premio Locus a la mejor novela corta como el premio Hugo a la mejor novela corta, y quedó finalista en el premio Nébula a la mejor novela corta publicada en 2010.